# Graziano Bini
Graziano Bini (* 7. Januar 1955 in San Daniele Po) ist ein ehemaliger italienischer Fußballspieler.

## Karriere
Am 7. Mai 1972, mit 17 Jahren, gab Bini für Inter Mailand sein Profidebüt in einem Ligaspiel gegen Sampdoria Genua. Gegen dieselbe Mannschaft bestritt er fast 13 Jahre später, am 5. Mai 1985, sein letztes Spiel für die Mailänder. Insgesamt lief der Verteidiger in 343 Pflichtspielen für Inter auf und erzielte dabei 13 Tore.
Anschließend wechselte Bini für drei Spielzeiten zum CFC Genua in die Serie B, wo er seine Karriere ausklingen ließ.

## Erfolge
- Italienische Meisterschaft: 1979/80
- Italienischer Pokal: 1977/78, 1981/82